# Jean Maurice Faivre
Jean Maurice Faivre (Combe Raillard, Saint-Maurice-en-Montagne, Jura, França, 21 de setembro de 1795 - Colônia Teresa Cristina, 30 de agosto de 1858) foi um médico naturalista e maçom. Fundador da Colônia Teresa Cristina, amigo do Barão de Antonina, de Dom Pedro II, da Imperatriz Teresa Cristina e de Gustave Rumbelsperger.

## Livro
A Colônia Thereza foi objeto do livro "Retrato no Entardecer de Agosto" do jornalista e escritor Luiz Manfredini, publicado em setembro de 2016.